# جوگاجوگ
جوگاجوگ یا یوگایوگ رمانی نوشته رابیندرانات تاگور است. این رمان در سال ۱۹۲۹ به صورت کتاب منتشر شد. این رمان اولین بار در مجله بیچریتا به صورت سریالی منتشر شد. در دو شماره اول این مجله، رمان تین پوروش نام داشت. رابیندرانات در شماره سوم نام را به جوگاجوگ تغییر داد.
داستان حول رقابت اساسی بین دو خانواده می‌چرخد - چترجی‌ها، اشراف‌زادگانی که اکنون در حال افول هستند (Biprodas) و Ghosals (Madhusudan)، که نماینده پول جدید و غرور هستند. کومودینی، خواهر بیپروداس، در حالی که با مادوسودان ازدواج کرده‌است، بین این دو گیر افتاده‌است. او در خانه ای سرپناه بزرگ شد که در آن از شیوه زندگی سنتی پیروی می‌کرد و مانند سایر زنان خانواده، همه آداب مذهبی را رعایت می‌کرد. تصویر ذهنی او از شوهر به عنوان کسی است که تمام ویژگی‌های خدایی را که او می‌پرستد، مجسم می‌کند. اکنون، او به طرز بی ادبانه ای از نمایش خام ثروت و قدرت توسط مادوسودان متزلزل شده‌است. حتی اگر به عنوان یک همسر خوب و مطیع تربیت شود، از ایده اشتراک در بستر زناشویی خودداری می‌کند. مادوسودان بارها از (این) فشار پول‌پرستی برای تمسخر خانواده کومو استفاده کرد. ابتذال طبیعی او، درشتی گفتارش، بی‌ادبی متکبرانه اش، بی‌ادبی بدن و ذهنش که عمیقاً زندگی او را مشخص می‌کرد: همه اینها چیزی بود که تمام وجود کومو هر لحظه از آن دور می‌شد. با گذشت زمان کومو به معنویت خود عقب‌نشینی کرد. اما بالاخره زمانی فرا می‌رسد که کومو دیگر نمی‌تواند تحمل کند و به خانه برادرش برمی گردد، اما متوجه می‌شود که باردار است. در نهایت یک کومو ناخواسته مجبور می‌شود به گوشال‌ها بازگردد. این رمان همچنین تجاوز زناشویی را برجسته می‌کند. کومودینی مورد تجاوز زناشویی مادوسودان قرار می‌گیرد. همچنین یک رابطه جنسی بین مادوسودان و شیاماسونداری، بیوه برادر بزرگ مادوسودان وجود دارد. Biprodas حامی سرسخت کرامت و حقوق برابر برای زنان است.